# Мілан Вацлавік
Мілан Вацлавік (словац. Milán Václavík; 28 березня 1928 ― 2 січня 2007) ― генерал-полковник Збройних сил Чехословаччини. Міністр національної оборони Чехословаччини у 1985―1989 роках.

## Біографія
Народився 28 березня 1928 року у селі Предміер, округ Жиліна, Словаччина. Здобув диплом за спеціальністю інженера. У 1950-х роках отримав направлення на навчання у СРСР і пройшов курси у Військовій академії імені Фрунзе та в Академії Генерального штабу.

### Кар'єра
Вацлавік працював інженером до 1949 року, коли його призвали в Чехословацьку народну армію. У 1970-х роках обіймав посаду заступника командувача Західного військового округу. Пізніше отримав підвищення до звання генерал-полковника. Служив як перший заступник начальника Генштабу армії з 1983 до 11 січня 1985 року.
Отримав призначення міністром оборони 11 січня 1985 року, змінивши на цій посаді Мартіна Дзуру. Вацлавік засідав у кабінеті міністрів під керівництвом прем'єр-міністра Любомира Штроугала за президента Гусака. Вацлавік став членом ЦК Комуністичної партії Чехословаччини невдовзі після його призначення. Зберіг свою посаду в кабінеті міністрів, сформованому прем'єр-міністром Ладиславом Адамецем у жовтні 1988 року.
29 листопада 1989 року Федеральні збори зажадали у Вацлавіка відповіді на питання про те, кому підпорядковується армія. Міністр заявив, що вона підпорядковується тим, хто підтримує соціалізм. Позиція Вацлавіка посіяла смуту серед чеських парламентаріїв. Після цього інциденту та через тиск на прем'єр-міністра Адамеца Вацлавіка усунули з посади. 3 грудня 1989 року новим міністром оборони став Мирослав Вацек.

### Подальші роки та смерть
Після своєї відставки Вацлавік втратив весь свій авторитет через його підтримку комуністичного режиму. Його притягнули до кримінальної відповідальності у січні 1996 року разом з іншими найбільшими партійними діячами. Усіх їх було звинувачено у незаконному постачанні поліції. У вересні 1996 року президент Вацлав Гавел помилував Вацлавіка через його слабке здоров'я. Помер 2 січня 2007 року.